# Pseudocalliope flaviceps
Pseudocalliope flaviceps is een vliegensoort uit de familie van de Lauxaniidae. De wetenschappelijke naam van de soort is voor het eerst geldig gepubliceerd in 1866 door Loew.